# Gilde (Berufsverband)
Eine Gilde (von altnordisch gildi „Genossenschaft“, „Trinkgelage“) im engeren Sinne war im Mittelalter ein selbstnütziger und durch einen Schwur besiegelter Zusammenschluss von Kaufleuten (Patriziern) einer Stadt oder einer Gruppe fahrender Händler zum Schutz und zur Förderung gemeinsamer Interessen. Im weiteren Sinne wurden mit dem Begriff auch Handwerkergenossenschaften erfasst. Allerdings werden diese primär und zur Unterscheidung von den kaufmännischen Vereinigungen als Zünfte bezeichnet. In manchen europäischen Sprachen wird allerdings auch das Wort „Gilde“ in Zusammenhängen verwendet, die offenbar Zünfte wie Gilden gleichermaßen bedeuten können, so etwa im englischen guild, das sich auch auf eine Künstlergilde beziehen kann. In den romanischen Sprachen, wie z. B. dem Italienischen, unterscheidet man zwischen den arti maggiori und den arti minori für solche Zusammenschlüsse des 13. bis 15. Jahrhunderts.
Die ersten Gilden wurden auf dem Gebiet des heutigen Frankreichs im 8. Jahrhundert nachgewiesen. Von Gilden auf deutschem Boden war erstmals in der sogenannten Burgenordnung (926) Heinrichs I. zu lesen. Diese frühen bruderschaftlichen Vereinigungen hatten im Gegensatz zu den späteren Kaufmannsgilden und Handwerkerzünften noch keinen berufsspezifischen Charakter. Sie versprachen ihren Mitgliedern Schutz und Hilfe in allen Lebensbereichen. Dazu zählten im Wesentlichen die Sicherheit des Warentransports, die gegenseitige Unterstützung in Unglücksfällen sowie die gemeinschaftliche Pflege von Religiosität (= Kalandsgilde). Mit der Zeit entwickelten sich die Gilden zu Handelsmonopolen in den jeweiligen Städten, und sie bildeten sogar eigene Handelsräume aus. Dadurch gewannen die Gilden zunehmend an politischem Einfluss, wobei es ihnen zuweilen gelang, einzelne Städte politisch zu kontrollieren. In Italien ist hierfür das Geschlecht der Medici ein außerordentlich gutes Beispiel, welches schrittweise die Stadtrepublik Florenz unter seine Kontrolle brachte. Im deutschen Raum verfügten die Familien der Fugger und der Welser in Augsburg und Nürnberg über ähnlich großen Einfluss.
Eine der bedeutendsten Fernhandelsgilden in Europa im Mittelalter war die Hanse, die sich schließlich Mitte des 14. Jahrhunderts zu einem mächtigen Städtebund weiterentwickelte.
Neben den Händler- und Handwerksgilden gab es auch, doch eher seltener, die so genannten Söldnergilden oder Kriegergilden, die nach denselben Prinzipien der Zünfte/Gilden handelten. Diese boten Sicherheit gegen Entgelt, d. h. die Gilde wurde von Händlern oder Wohlhabenden/Adel für einen begrenzten Zeitraum um Schutz gebeten, z. B. während einer Reise. Falls ein Söldner bei einem Auftrag ums Leben kam, kümmerte sich die Gilde um die hinterbliebene Familie.